# Poets
Poets was een Nederlands televisieprogramma gepresenteerd door Fred Oster, dat in 1969 debuteerde en tot 1972 werd uitgezonden door de AVRO. Hierin werden nietsvermoedende voorbijgangers gefilmd met een verborgen camera terwijl zij met een ongewone situatie werden geconfronteerd. Vaak moest de argeloosheid of lichtgelovigheid van het publiek of de vatbaarheid voor suggestie van de man in de straat het daarin ontgelden. De geestelijke opvolgers van het programma waren Bananasplit en Gaan met die banaan.

## Bekende medewerkers
Medewerkers van Poets waren onder andere Cherry Duyns, Kees Buddingh', Gerard van Lennep, Harko Kokmeijer en Frits Bom.

## Selectie van uitzendingen
- Aan voorbijgangers werd gevraagd te proeven uit twee verschillende glazen die beide waren gevuld met gewoon kraanwater, waarbij echter beweerd werd dat het water in het ene glas een speciale behandeling zou hebben ondergaan: vele argeloze proefpersonen meenden een verschil te proeven of het kon ze alsnog worden aangepraat.

- Op het moment dat er enkele klanten in een slagerij stonden, kwam Van Lennep eraan, zogenaamd als klant, vroeg of de slager er was, legde 50 cent op de toonbank en deed alsof hij een goudvis uit de kom haalde en levend opat. Om de klanten voor de gek te houden, had hij een stukje wortel in zijn hand verborgen, dat hij hoorbaar tussen zijn kiezen fijnmaalde. Harko Kokmeijer (de slager) ondervroeg daarna de klanten over het gebeuren.

- Een medewerker van het programma ging naast een nietsvermoedende persoon op een bankje zitten. Als hij weer opstond, zag het slachtoffer verfstrepen op de kleren van die medewerker, alsof het bankje pas geverfd was.

- De als Chinees verklede Duyns vroeg met een fiets aan de hand voorbijgangers de weg naar de grens met China.